# 長岡郵便局
長岡郵便局（ながおかゆうびんきょく）
- 新潟県長岡市にある郵便局。本記事にて記述する。
- 愛知県北設楽郡東栄町にある郵便局。局番号は21252。
- 三重県鳥羽市にある郵便局。局番号は22118。

長岡簡易郵便局（ながおかかんいゆうびんきょく）
- 山形県天童市にある簡易郵便局。局番号は85794。

長岡郵便局（ながおかゆうびんきょく）は、新潟県長岡市にある郵便局。民営化前の分類では集配普通郵便局であった。

## 概要
住所：〒940-8799 新潟県長岡市坂之上町2-6-1

### 併設施設
- ゆうちょ銀行長岡店（長野支店長岡出張所）：取扱店番号120080
- なお、かんぽ生命保険長岡支店は、当局併設ではなく長岡市東坂之上町に所在している。

### 分室
分室はなし。過去に存在した分室は以下のとおり。
- 保険分室 - 簡易生命保険および郵便年金のみ取扱。1953年（昭和28年）に廃止。

## 沿革

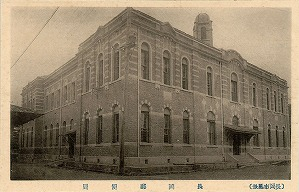
長岡郵便局（長岡空襲以前の撮影）

- 1872年8月4日（明治5年7月1日） - 長岡郵便取扱所として開設[1]。
- 1873年（明治6年） - 長岡郵便役所となる[1]。
- 1875年（明治8年）1月1日 - 長岡郵便局（四等）となる。同年11月22日より為替取扱を開始[1]。
- 1879年（明治12年）3月10日 - 貯金取扱を開始[1]。
- 1892年（明治25年）2月16日 - 長岡郵便電信局となる[1]。
- 1903年（明治36年）4月1日 - 通信官署官制の施行に伴い長岡郵便局となる[1]。
- 1947年（昭和22年）9月22日 - 長岡郵便局新局舎完成[2]。長岡市観光院町に保険分室を設置[3]。
- 1947年（昭和22年）12月11日 - 郵便局で取り扱う電話通話事務を除く電話事務を長岡電話局に移管。
- 1953年（昭和28年）6月14日 - 保険分室を廃止。
- 1956年（昭和31年）11月1日 - 電話通話および和文電報受付事務の取扱を開始。
- 1986年（昭和61年）3月 - 日本海縦貫線を経由する鉄道郵便輸送（大阪青森線）が廃止[4]。
- 1986年（昭和61年）6月30日 - 浦瀬郵便局から集配業務を移管。
- 1992年（平成4年）8月3日 - 外国通貨の両替および旅行小切手の売買に関する業務取扱を開始。
- 2005年（平成17年）3月28日 - 越後宮内郵便局から「940-11xx」区域の集配業務を移管[5]。
- 2007年（平成19年）10月1日 - 民営化に伴い、併設された郵便事業長岡支店、ゆうちょ銀行長岡店に一部業務を移管。
- 2012年（平成24年）10月1日 - 日本郵便株式会社発足に伴い、郵便事業長岡支店を長岡郵便局に統合。
- 2017年（平成29年）5月4日 - 地域区分業務を新潟郵便局へ移管。

## 取扱内容

### 長岡郵便局
- 郵便、印紙、ゆうパック、内容証明[6]。
- 生命保険、バイク自賠責保険、自動車保険、がん保険、引受条件緩和型医療保険[7]。
- 「940-00xx」「940-08xx」「940-11xx」区域（長岡市（合併以前からの長岡市域の一部、旧三島郡越路町域の一部））の集配業務
- ゆうゆう窓口[8]。

### ゆうちょ銀行長岡店
- 貯金、貸付、為替、振替、振込、国際送金、外貨両替、国債、投資信託、変額年金保険[7]。
- ATM[9]。

## 風景印
- 表記は『長岡』
- 図案は『長生橋』・夏の名物『花火』
- 使用開始日は1953年（昭和28年）6月10日

## 周辺
- 第四北越銀行長岡本店営業部
- ながおか市民センター
- 長岡戦災資料館
- 山本五十六記念館
- 国道351号

## アクセス
- JR上越新幹線・信越本線 長岡駅（大手口）から徒歩約8分
- 越後交通バス 大手通2丁目停留所もしくはスズラン通り停留所下車
- 関越自動車道 長岡ICから東へ約6km
- 駐車場あり：22台